# The Penguin Guide to Jazz
The Penguin Guide to Jazz — справочное издание, посвященное музыке в стиле джаз. Выпускается в бумажном виде, в мягком переплёте. The Penguin Guide to Jazz распространяется в Соединённых Штатах и Европе. Составителями справочника являются 
Ричард Кук и 
Брайан Мортон — одни из наиболее известных специалистов в области истории джаза в Великобритании.

## История
Первая версия справочника была выпущена в Великобритании в 1992 году. С тех пор The Penguin Guide to Jazz, дополняемый новыми статьями, выходит каждые два года. Так восьмой и девятый выпуск журнала, вышедшие в 2006 и 2008 гг. соответственно, содержали по 2000 новых CD своих списках.
В течение своей истории справочник несколько раз менял название, что было связано с изменениями технологий записи музыки. Так седьмой выпуск справочника назывался «The Penguin Guide of Jazz on CD», тогда как более поздние выпуски называются «The Penguin Guide to Jazz Recordings». Первый выпуск справочника назван «The Penguin Guide to Jazz on CD, LP and Cassette».

## Содержание
Исполнители располагаются в справочнике в алфавитном порядке. Статья о каждом музыканте начинается с краткой биографии (как правило один абзац текста). Далее следует перечисление всех музыкальных альбомов, созданных музыкантом. Для каждого альбома указан рейтинг — обозначается количеством звёзд; рейтинг бывает не больше четырёх звёзд. Также для каждого альбома указана такая информация, как лейбл, издавший альбом, номер альбома в каталоге, музыканты, принимавшие участие в записи альбома, дата выхода альбома (или промежуток времени, в течение которого записывался альбом), а также рецензия, размер которой варьируется для разных альбомов. Часто пишется одна рецензия сразу на несколько дисков.
Особенностями издания являются так называемая «Центральная коллекция»  (англ. «core collections») и традиция выделять лучшие альбомы («короновать»). «Центральная коллекция» — собрание наиболее значимых альбомов в стиле джаз. Джон Яйлес (англ. John Eyles) прокомментировал эти особенности издания в своей статье следующим образом: «Выбор „коронованных“ альбомов является субъективным, тогда как „Центральная коллекция“ почему-то значительно объективнее». И «Центральная коллекция» и определение списка «коронованных» альбомов производится двумя основными редакторами справочника.
Первый выпуск The Penguin Guide to Jazz публиковал информацию о музыкальных сборниках, на которых присутствуют композиции различных исполнителей, но далее такие сборники были удалены из справочника.